# Список умерших в 896 году

## Январь
- 18 января — Хумаравейх, 2-й правитель государства Тулунидов (884—896).

## Апрель
- 4 апреля — Формоз, Римский Папа (891—896).
- 19 апреля — Бонифаций VI, Римский Папа (896).
- Вальфред, граф Вероны (не ранее 870—896) и маркграф Фриуля (889/890—896).

## Июнь
- 14 июня — Ибн ар-Руми (60), арабский поэт и писатель[1].
- 28 июня — Родульф, граф Вермандуа из Фландрской династии.

## Ноябрь
- Джейш, третий эмир Египта (896) из династии Тулунидов.

## Дата смерти неизвестна или требует уточнения
- Адарнасе III Багратиони, грузинский принц Тао-Кларджети из династии Багратионов[2].
- Беренгер II, граф Байё, граф Ренна, маркиз Нейстрии (Нормандской) (886—896).
- Гастинг, полулегендарный датский викинг, одна из главных угроз Западно-Франкскому королевству в IX веке.
- Глуниаранн, викингский лидер, который, возможно, правил в Дублинском королевстве.
- Ирменгарда Итальянская, королева Нижней Бургундии[3].
- Лаборец, легендарный князь раннефеодального государства славянского племенного союза белых хорватов, живших между Тисой и Дунаем.
- Миро Старый, граф Конфлана (под именем Миро I) (870—896) и Руссильона (878—896)[4].
- Сахль ат-Тустари, персидский богослов раннего суфизма.
- Ситрик I, король Дублина (888—896).
- Фотий I, византийский богослов, патриарх Константинопольский (858—867 и 877—886).